# Вони були акторами
Вони були акторами (рос. Они были актёрами) — радянський художній фільм 1981 року, знятий на кіностудії «Мосфільм».

## Сюжет
Сюжет фільму заснований на реальних подіях Німецько-радянської війни. Коли фашисти захопили Крим, актори драматичного театру Сімферополя увійшли в підпільну групу «Сокіл». Діяльність підпільників була різноманітна: вони розклеювали листівки з інформацією Радінформбюро, складали карти із зазначенням стратегічних об'єктів ворога, забезпечували партизанів ліками та іншим. Але не всі люди поводилися на окупованій території однаково гідно. Багато дійсно вступили в протиборство з ворогом, але були й ті, хто пішов на службу до загарбників і став зрадником. Серед них — Каблукова, Солодчий, Фріке. 10 квітня 1944 року, за 3 дні до звільнення Сімферополя, підпільники загинули від куль ворогів — їх розстріляли на околиці міста. А 14 квітня вони були поховані з військовими почестями.
Через багато років зрадників наздогнала заслужена кара — їх судив військовий трибунал.

## У ролях
- Зінаїда Кирієнко — Олександра Федорівна Перегонець
- Ігор Лєдогоров — Рябінін
- Олександр Фатюшин — Микола Андрійович Баришев, театральний художник, активіст-підпільник
- Жанна Прохоренко — Озерова, підпільниця
- Володимир Дружников — Анатолій Іванович Добкевич, головний режисер театру, провідний актор, чоловік Перегонець
- Микола Волков — Всеволод Гнатович Двин-Двинский, найстаріший актор театру
- Єлизавета Сергєєва — Зоя Павлівна Яковлєва, актриса театру
- Людмила Стоянова — Наталія Федорова, актриса театру
- Аристарх Ліванов — Дмитро Костянтинович Добросмислов, актор театру
- Володимир Зайцев — Савватєєв, підпільник
- Євген Тарасов — Іван Федорович, літній актор
- Олексій Алексєєв — голова військового трибуналу, полковник юстиції
- Муза Крепкогорська — Анна Панкратіївна Каблукова, агент гестапо
- Іван Косих — Матвій Гаврилович Солодчий, співробітник гестапо
- Борис Бітюков — Ганс Францевич Фріке, перекладач гестапо
- Улдіс Ліеєлдідж — Ганс фон Віне, оберст
- Аудріс Мечісловас Хадаравічюс — Курт Крістман, штурмбанфюрер СС
- Юозас Рігертас — Вальтер Керер, унтерштурмфюрер СС
- Іван Жеваго — бургомістр Сімферополя
- Микола Бармін — сторона обвинувачення, на військовому трибуналі
- Богдан Бенюк — абітурієнт
- Андрій Брандт — епізод
- Валеріан Виноградов — член військового трибуналу, підполковник юстиції
- Вадим Грачов — сторона захисту на військовому трибуналі
- Наталія Григор'єва — абітурієнтка
- Сергій Зеленюк — епізод
- Євген Капітонов — епізод
- Юрій Мартинов — член військового трибуналу, майор юстиції
- Валентина Клягіна — Наташа Устюг, радистка
- Валерій Фролов — епізод
- Борис Халєєв — командир партизанського загону
- Юрій Максимов — актор
- Галина Левченко — жінка в залі суду
- Юрій Соколов — епізод
- Данута Столярська — епізод

## Знімальна група
- Режисер — Георгій Натансон
- Сценарист — Георгій Натансон
- Оператор — Анатолій Ніколаєв
- Композитор — Веніамін Баснер
- Художник — Іван Пластинкін